# Kona International Airport at Keahole

i7
i11
i13
Der Kona International Airport at Keahole (IATA-Code: KOA, ICAO-Code: PHKO)  ist ein Flughafen bei Kailua-Kona auf der Insel Hawaii im US-Bundesstaat Hawaii. Er bedient den westlichen Teil der Insel.

## Geschichte
Nachdem der erste, 1949 eröffnete Flughafen von Kailua-Kona an seine Kapazitätsgrenzen gestoßen war, beschloss das hawaiische Verkehrsministerium einen neuen Flughafen am heutigen, 12 Kilometer nördlich gelegenen Standort zu errichten. Die Bauarbeiten begannen im Mai 1969 mit einer ersten Sprengung zum Planieren des aus Lava bestehenden Untergrunds. Im Juli 1970 wurde der Flughafen als Keahole Airport eröffnet, benannt nach Keāhole Point.
Nachdem United Airlines den Flughafen 1983 in sein Streckennetz aufnahm, wurde die Infrastruktur im Zuge eines Masterplans bis 1987 umfassend erweitert. 1990 wurde am Flughafen das Astronaut Ellison S. Onizuka Space Center eingeweiht, in dem Gegenstände des beim Challenger-Absturz verstorbenen Astronauten Ellison Shoji Onizuka ausgestellt werden. Nachdem im Februar 1993 die Start- und Landebahn verlängert wurde, ist der Flughafen in der Lage, auch Großraumflugzeuge abzufertigen; im April 1993 wurde der Flughafen in Keahole-Kona International Airport umbenannt. Seit 1996 ist es auch möglich, internationale Flüge abzufertigen. Daher sind auf dem Vorfeld häufig Muster wie Boeing 717, 737, 757 und 767 zu sehen.
1997 erhielt der Flughafen den Namen Kona International Airport at Keahole.

## Betrieb
Vom Flughafen Kona bestehen Direktflugverbindungen zu Zielen auf den hawaiischen Inseln und dem Festland der Vereinigten Staaten. Ein großer Teil der Flugbewegungen fällt in den Bereich der Allgemeinen Luftfahrt.

## Zwischenfälle
Bei zwei Zwischenfällen kamen bisher drei Personen ums Leben.
- Am 25. August 1977 stürzte beim Landeanflug eine Maschine vom Typ Short Skyvan (Luftfahrzeugkennzeichen N4917) ab. Etwa zwei Kilometer hinter der Landebahn brannte die Maschine aus, zwei Personen starben.[6]
- Am 10. September 1989 versuchte ein Pilot mit einer Aero Commander 680 (N22LR) eine Notlandung auf Bahn 17, nachdem die Leistung des rechten Triebwerks abfiel. Etwa einen halben Kilometer südwestlich der Piste stürzte die Maschine ab, neben einem Schwerverletzten kam eine Person ums Leben.[7]